# Башкирія (готель)
Башкирія — чотиризірковий готель у центрі Уфи, збудований у 1939 році.
У безпосередній близькості розташовані Башкирський державний театр опери та балету, Башкирська державна філармонія, Національний музей Республіки Башкортостан, Конгрес-хол, Льодовий палац «Уфа-Арена», музеї, театри, галереї.
Оснащення номерів виконано відповідно до вимог системи класифікації готелів, відповідає категорії чотиризіркового готелю.

## Історія
Будівля готельного комплексу була зведена в 1939 році на замовлення Уфимської міськради (архітектор В. Максімов). У цей час в архітектурі Башкортостану відбувається перехід від конструктивізму до неокласики. Цього напрямку і дотримувався Максімов, відмовившись від декоративно-пластичних елементів, пройшовши по шляху спрощення і схематизування. Єдиною прикрасою стали масивні балкони.
Перша назва готелю — «Європейський», але одразу після завершення будівництва він був перейменований на «Башкирію». В роки Другої світової війни в готелі жили евакуйовані з України члени Академії наук УРСР та Спілки письменників.
За 50 років експлуатації будівля застаріла. «Башкирія» вже не відповідала статусу головного готелю столиці республіки, і тому в кінці дев'яностих років керівництвом Республіки Башкортостан було прийнято рішення про капітальну реконструкцію.
При розробці проекту та проведенні робіт були витримані всі умови, щоб зберегти зовнішній вигляд історичного фасаду. Будівля готелю є пам'яткою історії, має архітектурну цінність і включена до Переліку унікальних об'єктів історико-культурної спадщини народів Республіки Башкортостан. Від старого корпусу залишилися тільки зовнішні стіни, абсолютно весь вміст готелю оновлено. При внутрішній обробці будівлі були використані місцеві натуральні камені: мармур і граніт, а за ступенем технічного оснащення готель відповідає найсучаснішим стандартам комфорту, безпеки і рівню сервісу.
В даний час будівля готельного комплексу є серед найбільш впізнаваних символів башкирської столиці.
Офіційна дата відкриття готелю після реконструкції — 2 лютого 2002 року. Одночасно готель може розмістити понад 200 осіб.